# Пратт, Локс
Локс Пратт (англ. Lox Pratt; родился в 2012, Перранпорт, Корнуолл, Великобритания) — британский актёр, известный в первую очередь благодаря роли Драко Малфоя в будущем сериале «Гарри Поттер».

## Биография
Лкс Пратт родился в 2012 году в городе Перранпорт (Корнуолл) и стал одним из четырёх сыновей. Его мать, магистр антропологии, содержит частную школу. Известно, что Пратт получал домашнее образование. В 2023 году он получил роль Джека в сериале «Повелитель мух» по одноимённому роману Уильяма Голдинга. Съёмки проходили в Малайзии, шоу выйдет на экраны в 2025 году или позже.
В июне 2025 года было объявлено, что Пратт сыграет Драко Малфоя в сериале HBO «Гарри Поттер». Предположения о таком выборе появились ещё в мае, когда на страницу Пратта в одной из социальных сетей подписалась Арабелла Стэнтон, получившая роль Гермионы Грейнджер. В СМИ отмечают, что внешность Пратта соответствует книжному описанию его героя: «бледная кожа, светлые волосы и холодные глаза».
Съёмки «Гарри Поттера» начнутся осенью 2025 года. Известно, что с этого момента Пратт будет учиться в школе, созданной для детей-актёров на студии Warner Brothers Leavesden в Уотфорде (Хартфордшир).
Фильмография
| Год    | Название       | Роль         | Примечания |
| ------ | -------------- | ------------ | ---------- |
| TBA    | Повелитель мух | Джек         |            |
| c 2026 | Гарри Поттер   | Драко Малфой |            |